# Brachyiulus carniolensis
Brachyiulus carniolensis är en mångfotingart som beskrevs av Karl Wilhelm Verhoeff 1897. Brachyiulus carniolensis ingår i släktet Brachyiulus och familjen kejsardubbelfotingar. Utöver nominatformen finns också underarten B. c. monticola.